# Zalesie (gmina Zadzim)
Zalesie – wieś w Polsce, położona w województwie łódzkim, w powiecie poddębickim, w gminie Zadzim. 
Wchodzi w skład sołectwa Otok.
| SIMC    | Nazwa    | Rodzaj    |
| ------- | -------- | --------- |
| 0720964 | Ustronie | część wsi |

W latach 1975–1998 wieś należała administracyjnie do województwa sieradzkiego.
W Zalesiu znajduje się dwór, otoczony kilkuhektarowym parkiem i trzema stawami, teren stanowi obecnie prywatną własność. Nieopodal dworu rosną trzy pomnikowe, wiekowe dęby, o obwodach 698, 647 oraz 601 cm. Po stronie północnej, na obrzeżach parku znajduje się olbrzymia topola biała nazywana Wężową Topolą, widoczna z drogi Otok – Zalesie, o obwodzie 712 cm i wysokość około 35 metrów.